# Jelena Stasowa
Jelena Dmitrijewna Stasowa (ros. Еле́на Дми́триевна Ста́сова, ur. 3 października?/15 października 1873 w Petersburgu, zm. 31 grudnia 1966 w Moskwie) – radziecka polityk, działaczka komunistyczna, przewodnicząca prezydium KC Komunistycznej Partii Azerbejdżańskiej SRR w 1920, zastępca przewodniczącego MOPR w latach 1927–1937, Bohater Pracy Socjalistycznej (1960).

## Życiorys
W 1890 roku ukończyła gimnazjum ze złotym medalem, po czym została nauczycielką w szkółce niedzielnej, gdzie pracowała jej matka. W 1893 roku poznała Nadieżdę Krupską, która wciągnęła ją do działalności w kółkach socjaldemokratycznych. W 1898 roku wstąpiła do Związku Walki o Wyzwolenie Klasy Robotniczej i do SDPRR, prowadziła działalność partyjną w Petersburgu, Moskwie, Orle, Mińsku, Wilnie, technik petersburskiego komitetu partyjnego i Północnego Biura KC SDPRR. W latach 1905–1906 w Szwajcarii pracowała w SDPRR i w redakcji gazety „Proletarij”, 1906 w Finlandii organizowała transport broni, pieniędzy i działaczy SDPRR przez granicę. W latach 1907–1912 była przedstawicielką SDPRR w Tbilisi, pomiędzy 1913 a 1916 rokiem była na zesłaniu do guberni jenisejskiej, od lutego 1917 do marca 1920 sekretarz KC SDPRR(b) i RKP(b), od 1918 roku członkini Prezydium Piotrogrodzkiej Czeki i sekretarz Piotrogrodzkiego Komitetu RKP(b). Od 9 do 15 września 1920 przewodnicząca Prezydium KC Komunistycznej Partii Azerbejdżańskiej SRR. Później sekretarz Prezydium Rady Propagandy i Działalności Narodów Wschodu, członkini Biura Kaukaskiego KC RKP(b), w okresie 1921–1925 w nielegalnej pracy w Komunistycznej Partii Niemiec i przedstawicielka Komitetu Wykonawczego Kominternu w Berlinie. W latach 1927–1937 przewodnicząca KC MOPR ZSRR i zastępca przewodniczącego Komitetu Wykonawczego MOPR. W 1932 roku w Amsterdamie na Kongresie Antywojennym wybrana została na członka Światowego Komitetu Antywojennego i Antyfaszystowskiego. W latach 1930–1934 członkini Centralnej Komisji Kontroli WKP(b), w okresie 1935–1943 członkini Międzynarodowej Komisji Kontroli Kominternu. W latach 1938–1946 redaktor pisma „Intiernacjonalnaja litieratura”. Odznaczona czterema Orderami Lenina (1933, 1953, 1960 i 1963). Po śmierci jej zwłoki skremowano, a urnę z prochami złożono przy Murze Kremlowskim. Jej imieniem nazwano ulice w wielu miastach w ZSRR, a na ścianie domu, w którym mieszkała, umieszczono tablicę pamiątkową. W 1973 roku w ZSRR wydano znaczek pocztowy jej poświęcony.